# Финтинеле (Мотошень, Бакеу)
Финтинеле (рум. Fântânele) — село у повіті Бакеу в Румунії. Входить до складу комуни Мотошень.
Село розташоване на відстані 235 км на північний схід від Бухареста, 47 км на південний схід від Бакеу, 92 км на південь від Ясс, 110 км на північний захід від Галаца.

## Населення
За даними перепису населення 2002 року у селі проживали 430 осіб, усі — румуни. Рідною мовою 429 осіб (99,8%) назвали румунську.